# Halecium brashnikowi
Halecium brashnikowi is een hydroïdpoliep uit de familie Haleciidae. De poliep komt uit het geslacht Halecium. Halecium brashnikowi werd in 1911 voor het eerst wetenschappelijk beschreven door Linko. 